# Veselîi Hai, Kazanka
Veselîi Hai (în ucraineană Веселий Гай) este un sat în comuna Novolazarivka din raionul Kazanka, regiunea Mîkolaiiv, Ucraina.